# 철산화 세균

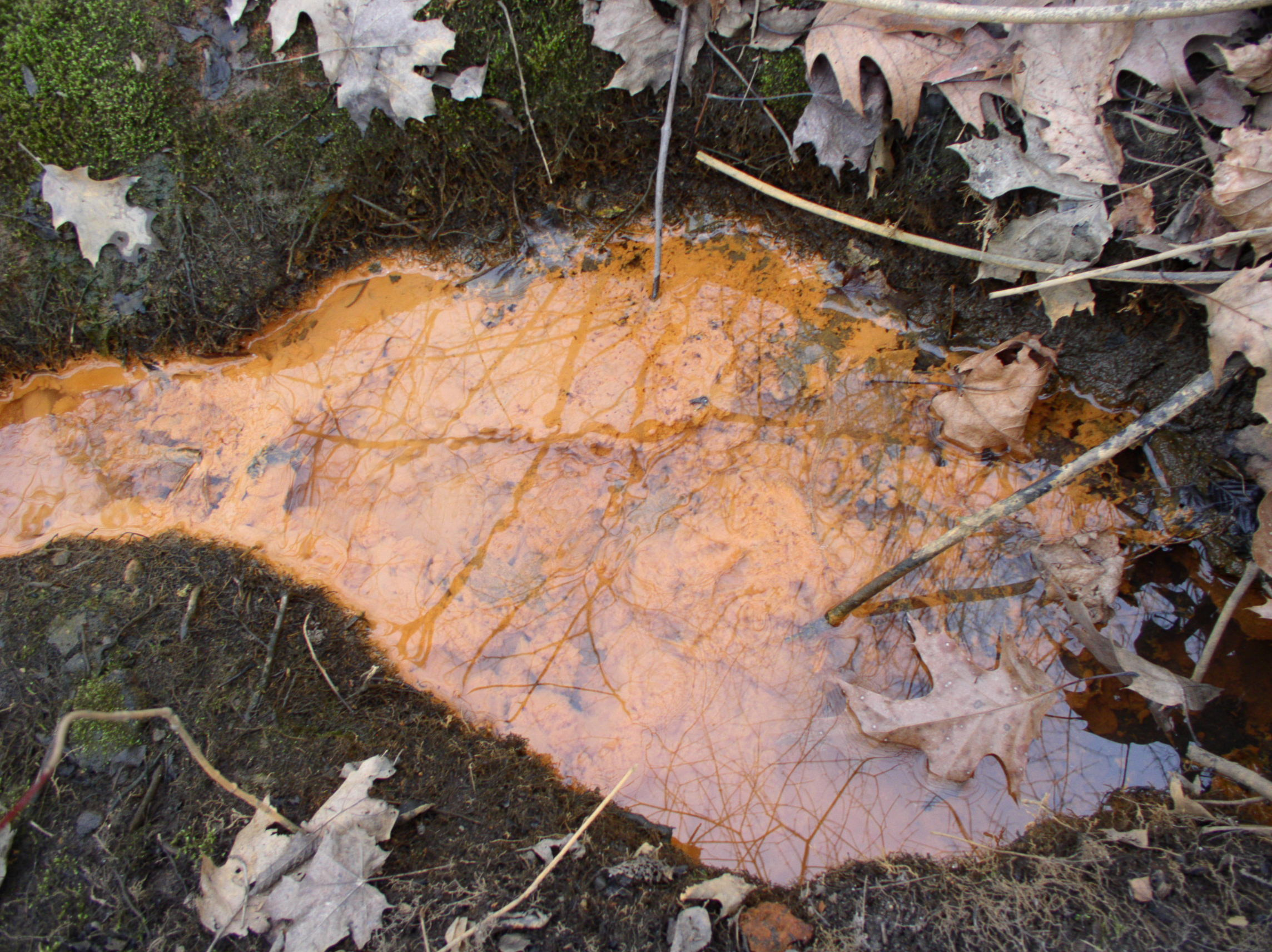
표층수에 있는 철산화 세균

철산화 세균(鐵酸化細菌, 영어: iron-oxidizing bacteria) 또는 철 세균, 철 박테리아는 용해된 철을 산화시켜 에너지를 얻는 화학영양세균이다. 이 세균은 철 농도가 0.1 mg/L 정도로 낮은 물에서도 자라며 증식하는 것으로 알려져 있다. 그러나 산화 반응을 수행하려면 최소 0.3 ppm의 용존 산소가 필요하다.
탈산소화된 물이 산소 공급원에 도달하면 철 세균은 용해된 철을 불용성의 붉은 갈색 젤라틴 슬라임으로 변환시켜 하천 바닥을 변색시키고, 이 물로 씻은 배관 설비, 의류 또는 도구를 오염시킬 수 있다.
물에 용해된 유기물은 종종 철산화 세균 개체군 발생의 근본 원인이 된다. 지하수는 늪의 부패하는 식물에 의해 자연적으로 탈산소화될 수 있다. 유용한 광물 침전물인 소철 광석은 역사적으로 지하수가 솟아나 대기 중 산소에 노출된 곳에서 형성되었다. 쓰레기 매립지의 침출수, 정화조 배수장 또는 휘발유와 같은 경질 석유 연료의 누출과 같은 인위적인 재해는 토양 미생물이 지하수를 탈산소화시키는 다른 가능한 유기물 공급원이다.
유사한 반응으로 용해된 망가니즈로부터 검은 이산화 망가니즈 침전물이 형성될 수 있지만, 평균 토양에서 철(5.4%)에 비해 망가니즈(0.1%)의 상대적인 풍부함 때문에 덜 흔하다. 철산화 세균과 관련하여 때때로 나타나는 썩거나 부패하는 유황 냄새는 혐기성 물에서 산소의 대체 공급원으로서 토양 황산염을 휘발성 황화 수소로 효소적으로 전환시키는 결과이다.
철은 살아있는 생물이 생화학 반응에 관련된 단백질 형성 등 수많은 물질대사 반응을 수행하는 데 필요한 매우 중요한 화학 원소이다. 이러한 단백질의 예로는 철-황 단백질, 헤모글로빈, 배위 화합물 등이 있다. 철은 전 세계적으로 널리 분포하며 지구 지각, 토양, 퇴적물에서 가장 풍부한 원소 중 하나로 간주된다. 철은 해양 서식지에서 미량 원소이다. 일부 화학무기영양생물의 전자 공여체로서의 역할은 아마도 매우 오래되었을 것이다.

## 물질대사
무산소 광영양 철 산화는 철 무산소 산화 대사 내에서 처음으로 설명된 혐기성 물질대사이다. 광철영양세균은 Fe2+를 전자 공여체로 사용하고 빛 에너지를 이용하여 중성 환경(pH 5.5-7.2)에서 CO2를 캘빈 벤슨-배섬 회로(또는 역 TCA 회로)를 통해 바이오매스로 동화시키며, 다음 화학량론에 따라 Fe3+ 산화물을 폐기물로 생성한다 (4mM의 Fe(II)는 1mM의 CH2O를 생성할 수 있다):
HCO−
3 + 4Fe(II) + 10H
2O → [CH
2O] +  4Fe(OH)
3 + 7H+ (∆G° > 0)
그러나 일부 세균은 성장을 위해 광합성적 Fe(II) 산화 물질대사를 사용하지 않는다. 대신, 이들 그룹은 Fe(II)에 민감하므로 Fe(II)를 더 불용성인 Fe(III) 산화물로 산화시켜 독성을 줄임으로써 Fe(II) 존재 하에서도 성장할 수 있도록 한다는 주장이 제기되었다. 다른 한편으로는, R. capsulatus SB1003 (광합성 종속영양생물)을 이용한 실험을 통해 Fe(II) 산화가 세균이 Fe(II) 산화에 의존하는 유기 탄소원 (아세테이트, 숙신산염)에 접근할 수 있게 하는 메커니즘일 수 있음을 입증하였다. 그럼에도 불구하고, 많은 철산화 세균은 Fe(II) 외에도 다른 화합물을 전자 공여체로 사용할 수 있으며, 심지어 지오박터 메탈리레두센스(Geobacter metallireducens)처럼 이화적 Fe(III) 환원을 수행할 수도 있다.
광철영양생물이 필수 자원으로서 빛에 의존하는 것은 세균을 번거로운 상황에 빠뜨릴 수 있는데, 무산소 빛이 드는 지역(표면 근처)에 대한 요구 사항 때문에 분자 산소의 존재로 인한 비생물적 반응과 경쟁에 직면할 수 있다. 이 문제를 피하기 위해 그들은 미호기성 표면 조건을 견디거나, 빛 가용성이 낮은 퇴적물/수층 더 깊은 곳에서 광철영양 Fe(II) 산화를 수행한다.
빛의 침투는 수층에서의 Fe(II) 산화를 제한할 수 있다. 그러나 질산염 의존성 미생물 Fe(II) 산화는 빛 비의존적 대사로, 다양한 담수 및 해양 퇴적물(논토양, 하천, 염수 라군, 열수, 심해 퇴적물)에서 미생물 성장을 지원하는 것으로 나타났으며, 이후 산소 최소 구역의 수층 내에서 뚜렷한 대사로 입증되었다. 이 대사를 수행하는 미생물은 중성 또는 알칼리성 환경에서 성공적인데, 이는 Fe2+/Fe3+와 NO3−/NO2− 쌍의 산화환원 전위 차이(각각 +200 mV 및 +770 mV)가 커서 다른 철 산화 대사에 비해 많은 자유 에너지를 방출하기 때문이다.
2Fe2+ + NO−
3 + 5H
2O → 2Fe(OH)
3 + NO−
2 + 4H+ (∆G°=-103.5 kJ/mol)
탈질화(아질산염 또는 질소 가스가 최종 산물)와 결합된 제일철의 미생물 산화는 무기 탄소를 사용하는 독립영양 또는 유기 공동기질(아세테이트, 부티르산염, 피루브산염, 에탄올)을 사용하여 무기 탄소 부재 시 종속영양 성장을 수행할 수 있다. 유기 탄소를 이용한 종속영양 질산염 의존성 제일철 산화가 가장 유리한 과정일 수 있다는 주장이 제기되었다. 이 대사는 OMZ 내의 생지화학적 순환에서 중요한 단계를 수행하는 데 매우 중요할 수 있다.

## 종류
계통 발생학적으로 다양함에도 불구하고, 미생물의 제일철 산화 대사 전략(고세균과 세균에서 발견됨)은 7개의 세균 문에 존재하며, 특히 프로테오박테리아 문(알파, 베타, 감마, 그리고 제타프로테오박테리아 강)에서 두드러진다. 그리고 고세균 영역에서는 "에우리고세균"과 테르모프로테오타 문뿐만 아니라 악티노박테리아, 페르미쿠테스, 클로로비아, 그리고 니트로스피라 문에서도 발견된다.
잘 연구된 철산화 세균 종으로는 티오바실러스 페록시단스(Thiobacillus ferrooxidans)와 렙토스피릴룸 페로옥시단스(Leptospirillum ferrooxidans)가 있으며, 갈리오넬라 페루기네아(Gallionella ferruginea)와 마리프로푼두스 페로옥시단스(Mariprofundis ferrooxydans) 같은 일부 종은 미생물 철 산화의 전형적인 생체지표로 알려진, 철이 풍부한 특이한 세포외 줄기-리본 구조를 생성할 수 있다. 이 구조는 물 샘플에서 쉽게 검출되어 철산화 세균의 존재를 나타낸다. 이 생체지표는 지구의 과거에서 철 물질대사의 중요성을 이해하는 도구로 활용되어 왔다.

## 서식지
철산화 세균은 혐기성 환경에서 탈산소화된 물이 호기성 환경으로 흘러들어가는 전이 구역에 군락을 형성한다. 용해된 유기물을 포함하는 지하수는 해당 용해된 유기물을 먹고 사는 미생물에 의해 탈산소화될 수 있다. 호기성 조건에서 pH 변화는 Fe2+/Fe3+의 산화 반응을 촉진하는 데 중요한 역할을 한다. 호중성 pH(열수 분출구, 심해 현무암, 지하수 철 침투)에서는 미생물에 의한 철 산화가 1분 이내에 일어나는 빠른 비생물적 반응과 매우 경쟁적이다. 따라서 미생물 군집은 낮은 산소 농도가 세포가 Fe(II)를 산화하고 성장을 위한 에너지를 생산할 수 있도록 하는 미호기성 지역에 서식해야 한다. 그러나 산성 조건에서는 제일철이 산소 존재 하에서도 더 잘 녹고 안정적이므로, 철의 산화는 생물학적 과정에 의해서만 일어나며, 따라서 철이 풍부한 산성 환경에서는 제일철 산화가 주요 대사 전략이 된다.
해양 환경에서 가장 잘 알려진 철 산화 세균 종류는 제타프로테오박테리아이며, 이는 해양 생태계에서 주요 역할을 한다. 일반적으로 미호기성인 이들은 호기성 물과 혐기성 물이 섞이는 전이 지대에 서식하는 데 적합하다. 제타프로테오박테리아는 심해 열수 활동과 관련된 철(II)이 풍부한 서식지, 해안 및 육상 서식지에서 발견되며, 얕은 퇴적물 표면, 해변 대수층 및 표층수에서도 보고되었다.
마리프로푼두스 페로옥시단스(Mariprofundus ferrooxydans)는 가장 흔하고 잘 연구된 제타프로테오박테리아 종 중 하나이다. 이 종은 하와이 근처의 카마에후아카날로아 해산(이전 이름 로이히) 열수 분출구에서 처음 분리되었으며, 이 순상 화산의 정상에서 1100~1325미터 깊이에 위치한다. 분출구는 주변 온도(10°C)보다 약간 높은 온도에서 고온(167°C)까지 다양하다. 분출수에는 CO2, Fe(II) 및 Mn이 풍부하다. 철산화 세균은 부산물(철-옥시수산화물 침전)로 크고 두껍게 코팅된 젤라틴 질감의 매트를 생성하며, 이는 분출구 주변에 존재할 수 있다. 카마에후아카날로아 해산에 존재하는 분출구는 유량의 농도와 온도에 따라 두 가지 유형으로 분류될 수 있다. 집중적이고 고온의 유량(50°C 이상)을 가진 분출구는 더 높은 유량을 보일 것으로 예상된다. 이러한 분출구는 분출구 주변에 응집된 플록 형태의 매트가 특징이다. 집중된 고온 분출구의 매트 깊이는 평균 수십 센티미터이지만, 다양하게 나타날 수 있다. 대조적으로, 더 차갑고(10-30°C) 분산된 유량을 가진 분출구는 최대 1미터 두께의 매트를 생성할 수 있다. 이러한 매트는 수백 평방미터의 해저를 덮을 수 있다. 두 가지 유형의 매트 모두 다른 세균 군집에 의해 군락을 이룰 수 있으며, 이는 국부 해수의 화학적 조성과 흐름을 변화시킬 수 있다.

## 초기 지구 생명체에 대한 영향
대부분의 무기영양 대사와 달리, Fe2+의 Fe3+로의 산화는 다른 화학무기영양 대사에 비해 세포에 매우 적은 에너지를 제공한다 (산성 및 중성 환경에서 각각 ∆G° = 29 kJ/mol 및 ∆G° = -90 kJ/mol). 따라서 세포는 대사 요구 사항을 충족하기 위해 많은 양의 Fe2+를 산화시켜야 하며 동시에 광물화 과정에 기여한다 (비틀린 줄기 분비를 통해). 호기성 철산화 세균 대사는 27억 년 전 대기 중 산소의 출현(남세균에 의해 생성됨)으로 인해 가장 큰 철 침전물인 호상철광층 형성에 현저하게 기여한 것으로 생각된다.
그러나 1990년대 후반에 빛을 에너지원으로 사용하거나 화학무기영양적으로 다른 최종 전자 수용체(주로 NO3−)를 사용하여 무산소 조건에서 수행되는 Fe(II) 산화가 발견되면서, 무산소 Fe2+ 대사가 호기성 Fe2+ 산화보다 먼저 존재했으며, BIF의 연대가 산소 발생 광합성보다 앞선다는 주장이 제기되었다. 이는 미생물 무산소 광합성 및 무산소 화학무기영양 대사가 고대 지구에 존재했으며, Fe(III) 환원균과 함께 선캄브리아 시대에 BIF를 형성하는 데 책임이 있었을 수 있음을 시사한다.

## 기후 변화의 영향
용해된 철이 가득한 개방형 해양 시스템에서 철산화 세균의 대사는 어디에나 존재하며 철 순환에 영향을 미친다. 오늘날 이 생화학적 순환은 오염과 기후 변화로 인해 변형되고 있지만, 해양의 제일철 정상 분포는 산성화, 해류 변화, 해수 및 지하수 저산소증 경향 등 다음과 같은 조건에서 지구 온난화의 영향을 받을 수 있다.
이 모든 것은 인위적 원인으로 인한 대기 중 CO2 배출량의 상당한 증가의 결과이다. 현재 대기 중 이산화탄소 농도는 약 420ppm(2천만 년 전보다 120ppm 증가)이며, 총 CO2 배출량의 약 4분의 1이 해양(연간 2.2pg C)으로 유입된다. 해수와 반응하여 중탄산 이온(HCO3−)을 생성하여 해양 산성도를 증가시킨다. 또한 해수 온도가 거의 1도(0.74°C) 상승하여 많은 양의 빙하가 녹아 해수면 상승에 기여한다. 이는 O2가 매우 풍부한 표층수와 무산소 심층수 간의 산소 교환을 억제하여 O2 용해도를 낮춘다.
해양 매개변수(온도, 산성도, 산소 공급)의 이러한 모든 변화는 철의 생지화학적 순환에 영향을 미치며, 제일철 산화 미생물에 여러 가지 중요한 영향을 미칠 수 있다. 저산소 및 산성 조건은 미생물 철 산화를 위한 제일철(Fe(II))의 가용성을 증가시켜 표층 및 연안 해역의 1차 생산성을 향상시킬 수 있다. 그러나 동시에 이러한 시나리오는 심층수 퇴적물에 대한 연쇄 효과를 방해하고 저서 동물의 죽음을 초래할 수도 있다. 또한 철과 인산염 순환은 엄격하게 상호 연결되어 균형을 이루고 있으므로, 전자의 작은 변화가 후자에 상당한 영향을 미칠 수 있다는 점을 고려하는 것이 매우 중요하다.

## 물 기반 시설에 미치는 영향

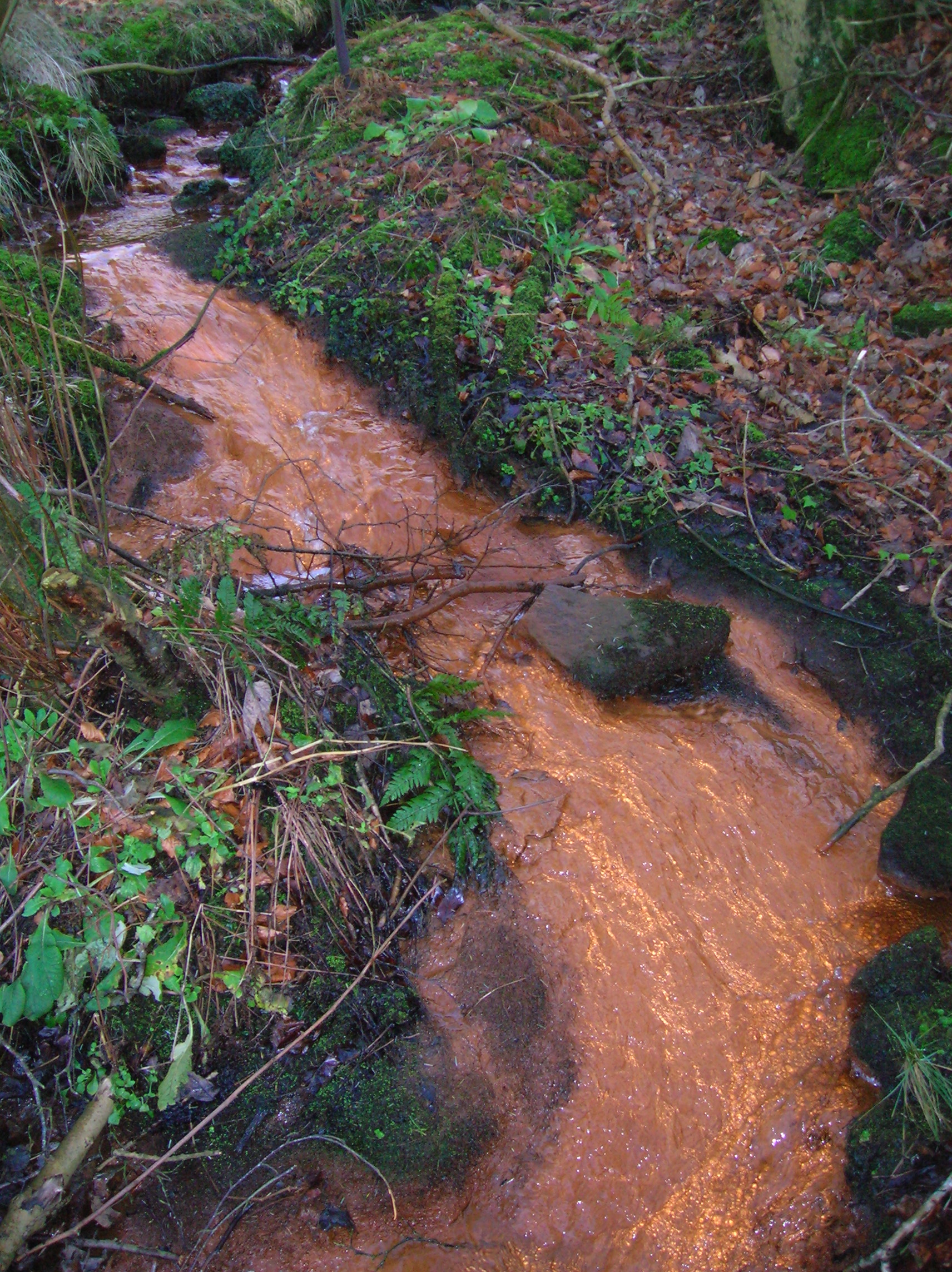
철산화 세균이 있는 스코틀랜드의 개울

철산화 세균은 상수 공급 우물 관리에 문제를 일으킬 수 있다. 이 세균은 불용성 산화철을 생성하며, 이는 갈색 젤라틴 슬라임 형태로 나타나 배관 설비, 옷 또는 이 물로 씻은 도구를 오염시킨다.
철 세균의 극적인 효과는 표층수에서 개울 바닥과 호숫가에 갈색 미끈한 덩어리 형태로 나타나거나 물 위에 기름 같은 막을 형성하는 것으로 볼 수 있다. 더 심각한 문제는 세균이 우물 시스템에 축적될 때 발생한다. 우물 속 철 세균은 건강 문제를 일으키지 않지만, 스크린과 파이프를 막아 우물 수량을 줄일 수 있다.
철 세균을 성공적으로 제거하거나 줄일 수 있는 처리 기술로는 물리적 제거, 살균, 화학적 처리가 있다. 심하게 감염된 우물의 처리는 어렵고 비용이 많이 들며 부분적으로만 성공할 수 있다. 최근 우물에서 미생물막 형성을 파괴하고 방지하는 초음파 장치의 적용은 철 세균 감염 및 관련 막힘을 매우 성공적으로 예방하는 것으로 입증되었다.
물리적 제거는 일반적으로 첫 번째 단계로 수행된다. 직경이 작은 파이프는 때때로 와이어 브러시로 청소하고, 더 큰 라인은 하수 제트로 문지르고 씻어낼 수 있다. 우물 내의 펌프 장비도 제거하여 청소해야 한다.
철 여과기는 철 세균을 처리하는 데 사용되어 왔다. 철 여과기는 일반적인 연수기와 모양과 크기가 비슷하지만, 약한 산화력을 가진 매체층을 포함하고 있다. 철을 함유한 물이 매체층을 통과하면, 용해성 제일철은 불용성 제이철 상태로 변환된 후 물에서 여과된다. 이전에 침전된 철은 간단한 기계적 여과로 제거된다. 망가니즈 그린샌드, Birm, MTM, 다중 매체, 모래 및 기타 합성 물질을 포함하여 여러 가지 다른 여과 매체가 이러한 철 여과기에서 사용될 수 있다. 대부분의 경우, 망가니즈의 높은 산화물이 원하는 산화 작용을 일으킨다. 철 여과기는 한계가 있다. 산화 작용이 비교적 약하기 때문에, 철과 결합되었든 완전히 분리되었든 유기물이 물에 존재할 때는 잘 작동하지 않는다. 결과적으로 철 세균은 죽지 않을 것이다. 매우 높은 철 농도는 번거로운 잦은 역세척 및 재생을 필요로 할 수 있다. 마지막으로, 철 여과 매체는 적절한 역세척을 위해 높은 유량이 필요하며, 그러한 수류는 항상 사용 가능하지는 않다.
산불은 토양에서 철 함유 화합물을 작은 야생 하천으로 방출하여 주황색 변색, 젤라틴 매트, 유황 냄새를 동반한 철산화 세균의 빠르지만 일반적으로 일시적인 증식을 유발할 수 있다. 더 우수한 개인용 필터를 사용하여 세균, 냄새를 제거하고 물의 투명도를 회복할 수 있다.

## 같이 보기
- 이화금속환원세균
- 철 순환
- 철친화성 세균